# Municipio de Muhlenberg (Pensilvania)
El municipio de Muhlenberg (en inglés: Muhlenberg Township) es un municipio ubicado en el condado de Berks en el estado estadounidense de Pensilvania. En el año 2000 tenía una población de 16.305 habitantes y una densidad poblacional de 523.9 personas por km².

## Geografía
El municipio de Muhlenberg se encuentra ubicado en las coordenadas 40°23′33″N 75°55′41″O / 40.39250, -75.92806.

## Demografía
Según la Oficina del Censo en 2000 los ingresos medios por hogar en la localidad eran de $44,627 y los ingresos medios por familia eran $51,764. Los hombres tenían unos ingresos medios de $38,375 frente a los $26,375 para las mujeres. La renta per cápita para la localidad era de $21,624. Alrededor del 4,2% de la población estaba por debajo del umbral de pobreza.